# Zwavelbrug

Algemene molecuulvoorstelling van een zwavelbrug

Een zwavelbrug of disulfidebrug (S-S) is een sterke covalente binding, die normaliter ontstaan is door reactie tussen twee thiolgroepen.
Zwavelbruggen komen vooral voor bij eiwitten. Doordat zwavelbruggen, net zoals andere covalente bindingen, vrij sterke bindingen zijn, vormen ze belangrijke structurele elementen van eiwitten. Waar waterstofbruggen en vanderwaals-interacties relatief zwakke, eerder dynamische bindingen zijn, is het voorkomen van zwavelbruggen sterk bepalend voor de uiteindelijke eiwitstructuur. Wanneer door mutatie van een gen of door denaturatie van een eiwit een zwavelbrug niet meer gevormd kan worden of er een extra brug ontstaat, verandert het eiwit van structuur, is het vaak minder of niet meer functioneel en verliest het (een deel van) zijn enzymatische activiteit.

Vorming van een zwavelbrug door een redoxreactie van twee cysteïne-eenheden in een eiwit

Een typisch voorbeeld van denaturatie is het bakken van een ei, waarbij door de warmte van het bakproces onder andere zwavelbruggen worden verbroken, terwijl er willekeurig andere worden gevormd. Hierdoor verandert de kleur van het eiwit van transparant naar wit, terwijl het volume toeneemt.
Zwavelbruggen spelen tevens een belangrijke rol in haren en veren, die immers zijn opgebouwd uit organische polymeren. De aanwezigheid van zwavelbruggen in haren bepaalt of ze glad of krullend zullen zijn. Om deze reden maken kappers bij het vormen van permanent gebruik van zwavel en stinken haren wanneer zij worden verbrand. 
Behalve in levende materie, komen zwavelbruggen soms voor in niet-levende materie. Ze worden bijvoorbeeld gevormd bij de vulkanisatie van rubber, een proces dat wordt toegepast om de eigenschappen van de rubber te verbeteren.